# Clodulfo de Métis
Clodulfo (696 ou 697) foi bispo de Métis aproximadamente de 657 a 697.
Clodulfo era filho de Arnulfo, bispo de Métis, e irmão mais novo de Ansegisel, prefeito do palácio da Austrásia.
Antes de sua ordenação Clodulfo casou-se com uma mulher desconhecida, tendo com ela dois filhos.
Em 657, ele se tornou bispo de Métis, o terceiro sucessor de seu pai, mantendo o cargo por 40 anos. Durante esse tempo ele decorou esplendidamente a catedral de Santo Estêvão. Ele também esteve em contato próximo com sua cunhada Santa Gertrudes de Nivelles.
Ele morreu em 8 de Junho de 696 ou 697 em Métis e foi sepultado na igreja de Santo Arnulfo. Em Nivelles ele foi localmente venerado como Santo Clou, especialmente por sua ligação com Santa Gertrude.

## Família
- Pai - Arnulfo de Métis (582 - 641)
- Mãe - Doda Ferreol
- Filhos
  - Gunza (635 - ?)
  - Aunulfo